# Calle de Andía
La calle de Andía es una vía pública de la ciudad española de San Sebastián.

## Descripción

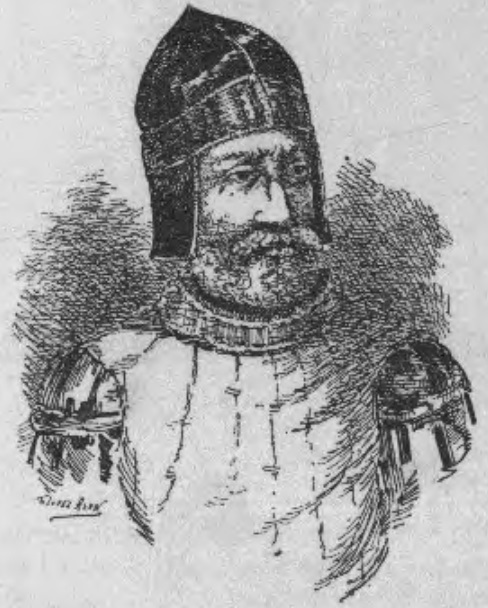
Domenjón González de Andía da nombre a la calle

La calle, que lleva el título actual desde septiembre de 1866, nace de la plaza de Guipúzcoa y discurre hasta la calle de Miramar; en el trayecto, cruza con la de Garibai y la de Hernani. Honra con el nombre a Domenjón González de Andía (f. 1489), político y militar natural de la localidad guipuzcoana de Tolosa que ostentó diversos cargos, incluido el de escribano fiel de las Juntas Generales. Aparece descrita en Las calles de San Sebastián (1916) de Serapio Múgica Zufiria con las siguientes palabras:

Calle de Andia.—Domenjón González de Andía, hijo de la villa de Tolosa, fué en su tiempo de los personajes más importantes de Guipúzcoa. Don Juan II le hizo gracia del oficio de la Alcaldía de Sacas y cosas vedadas de la Provincia, merced que renunció en 1475 a favor de ésta. Don Enrique IV le dió privilegio de la Escribanía fiel de Juntas de la misma, que ejerció hasta su muerte: de ocho mil maravedís de lanzas mareantes de por mar y tierra: de otros diez mil maravedís de juro perpetuo de heredad. Fué Coronel de la gente de Guipúzcoa, cuando en el año 1471 entró en Francia a auxiliar a Eduardo IV, Rey de Inglaterra, en la guerra que tenía con Luis IV. El año 1481, fué comisionado por la Provincia a Barcelona con el objeto de obtener la licencia del Rey para celebrar con el de Inglaterra el tratado de paz y comercio, que se verificó en Londres el año siguiente entre Inglaterra y Guipúzcoa. Verdadero patriota, siguió e partido de la Provincia en los disturbios que hubo en ella con motivo de los bandos, y fué uno de los que más trabajaron en abatir la prepotencia de los Parientes Mayores, que asolaban el territorio guipuzcoano. Murió en 1489, causando general sentimiento en el pais.

La fecha del acuerdo de conmemorar este nombre, rotulando con él una calle de la ciudad, es de 12 de Septiembre de 1866.
(Múgica Zufiria, 1916, p. 9)